# بردک (داکوتای شمالی)
بردک(به انگلیسی: Braddock) شهری در ایالت داکوتای شمالی کشور ایالات متحده آمریکا است که جمعیت آن در سرشماری سال ۲۰۱۰ میلادی، ۲۱ نفر بوده‌است.